# Penn & Teller Get Killed
Penn & Teller Get Killed is een Amerikaanse filmkomedie uit 1989 onder regie van Arthur Penn.

## Verhaal
Penn en Teller maken voortdurend grappen over elkaar. Op een dag vertelt Penn in een vraaggesprek dat hij iets bedreigends wil meemaken. Een psychopaat wil hen daar wel een handje bij helpen.

## Rolverdeling
| Acteur              | Personage                  |
| ------------------- | -------------------------- |
| Penn Jillette       | Penn                       |
| Teller              | Teller                     |
| Caitlin Clarke      | Carlotta / Agente McNamara |
| David Patrick Kelly | Bewonderaar                |
| Leonardo Cimino     | Ernesto                    |
| Celia McGuire       | Agente McNamara            |
| Bill Randolph       | Regisseur                  |
| John Miller         | Steve                      |
| Ellen Whyte         | Schminkster                |
| Ted Neustadt        | Bob                        |